# Tilloy-et-Bellay
Tilloy-et-Bellay  là một xã thuộc tỉnh Marne trong vùng Grand Est đông nam nước Pháp. Xã này nằm ở khu vực có độ cao trung bình 168 mét trên mực nước biển.